# 6992 Minano-machi
6992 Minano-machi eller 1995 BT1 är en asteroid i huvudbältet som upptäcktes den 27 januari 1995 av den japanska astronomen Takao Kobayashi vid Ōizumi-observatoriet. Den är uppkallad efter den japanska staden Minano.
Asteroiden har en diameter på ungefär 13 kilometer och den tillhör asteroidgruppen Eos.